# Повернення Філіпа Латиновича
Повернення Філіпа Латиновича — роман хорватського письменника Мирослава Крлежі, опублікований в 1932 р. Вважається першим повноцінним сучасним романом в хорватській літературі. Має складну структуру, хоча й без класичної композиції та розгалуженої фабули.

## Дія та особливості роману
Роман охоплює час між 1920 та 1930 рр., однак основні події відбуваються протягом кількох місяців. Починається з повернення художника Філіпа Латиновича до рідного Каптолу («світало, коли Філіп вийшов на каптольський вокзал») після 23-річної відсутності. Роман досліджує складну психологію, емоції та комплекси протагоніста, інтелектуала без міцної життєвої позиції, який не відчуває приналежності ані до батьківщини, ані до родини. Його стосунки із матір'ю Регіною складні. Його мучить питання власного походження (мати ніколи йому не казала, хто його батько). В дитинстві була з ним холодною, а гімназистом вигнала з дому після крадіжки ним грошей («три дні й три ночі він гульбенив із публічними жінками та офіціантками»). Коли «блудний син» повертається додому, то зустрічає закриті двері, що доленосно визначає його життя: розрив між Філіпом та Регіоною не зменшується після повернення його додому як дорослої людини.
Серед основних тем роману особливо виділяється тема мистецтва. Окремі частини роману написані як нариси про мистецтво та живопис, що дає підстави назвати твір романом-есе. Композиція роману не має класичної форми (введення — зав'язка — розв'язка), події не показані в хронологічному порядку. Оповідання спирається на техніку об'єднання і ретроспективу (пам'ять про минуле).
Роман у багатьох елементах збігається з провідними модерністськими романами світової літератури того часу. За деякими оцінками, він завів хорватську прозу у «одночасну позицію»1
Орієнтири — «У пошуках утраченого часу» (Марсель Пруст, Франція, 1913—1928), «Улісс» (Джеймс Джойс, Ірландія, 1922), «Шум і лють» (Вільям Фолкнер, США, 1929), «Світло в серпні» (Вільям Фолкнер, США, 1932), «Зачарована гора» (Томас Манн, Німеччина, 1924).